# آنا كيمبرلي
آنا كيمبرلي (بالإنجليزية: Anna Kimberley)‏ هي لاعبة الاسكواش بريطانية، ولدت في 11 مارس 1995 في إبسوتش في المملكة المتحدة.

## وصلات خارجية
- آنا كيمبرلي على موقع الاتحاد الدولي لمحترفي الاسكواش (مؤرشف) (الإنجليزية)
- آنا كيمبرلي على موقع SquashInfo.com (الإنجليزية)